# Por-Bazjyn
Por-Bazjyn (russisk: Пор-Бажын, tr. Por-Bazjyn) er ruinerne af et af de 17 befæstningsværker, der blev opført af den uighuriske khagan Bayanchur Khan langs floden Chemtsjik i midten af 700-tallet. Fortet ligger på en ø i den sydvestlige del af Tere-Khol i det, der i dag er den russiske republik Tyva nær grænsen til Mongoliet.